# ヌリエル・ルービニ
ヌリエル・ルービニ(英語: Nouriel Roubini 1958年3月29日 -　)はアメリカ合衆国の経済学者。ニューヨーク大学の教授である。

## 略歴
トルコのイスタンブール生まれ。ユダヤ人の両親をもつ。ハーバード大学で博士号を得る。
ルービニは1990年代終盤に大統領経済諮問委員会に加わり、ビル・クリントン政権の上級経済アドバイザーとして働く。
アジア通貨危機や世界金融危機の解決に助力。

## 影響力
ルービニらが立ち上げた会社Roubini Global EconomicsのウェブサイトRoubini.comはウォール・ストリート・ジャーナル、フォーブス、ブルームバーグなどの経済記事の最良の情報源の一つとなっている。
米国発の世界金融危機 (2007年-2010年)を予言した経済学者である。世界金融危機を予言したことから、ルービニはDr. Doom（破滅博士）として知られている 。

## 著作

### 共著
- Crisis Economics: A Crash Course in the Future of Finance, (with S. Mihm), Penguin Press, 2010

山岡洋一・北川知子訳『大いなる不安定――金融危機は偶然ではない、必然である』（ダイヤモンド社, 2010年）